# بروت دو فام
امرأة خام (بالفرنسية: Brut de femme) هو الألبوم الثاني لـديامس تم إصداره في 23 ماي 2003. حقق جائزة أفضل البوم راب/هيب هوب في جوائز ڤيكتوار دو لاموزيك 2004.

## معلومات
في الأصل، كان من المقرر إصدار ألبوم عام 2002 بعنوان 1980 ولكن بعد إعادة هيكلة داخل شركة الإنتاج إي إم آي والاختلافات، لن يرى المشروع الضوء، ولكن سيتم إعادة صياغة بعض الأغاني ووضعها في هذا الألبوم.

## قائمة الأغاني
1. مقدمة - Intro

1. غير قابلة للكسر - Incassables

1. دليلي - Mon répertoire

1. قاسية مدى الحياة - Cruelle à vie

1. دي دجي - Dj

1. السيدة من؟ - ? Madame qui

1. 1980

1. أين أذهب - Où je vais

1. كوكب الزهرة - Vénus

1. معاناتي - Ma souffrance

1. الهرب - Évasion

1. الحب - Amore

1. أبي - Daddy

1. لأن - Parce que

1. سوزي - Suzy

## الشهادة
| المنطقة                                                          | شهادة | الوحدات المصدقة/مبيعات |
| ---------------------------------------------------------------- | ----- | ---------------------- |
| فرنسا                                                            | الذهب | 100٬000                |
| *المبيعات بناء على الشهادة وحدها ^الشحنات بناء على الشهادة وحدها |       |                        |